# Pele (Ío)

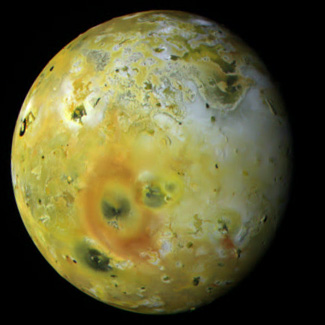
Imagen en color del hemisferio posterior de Ío, destacando el gran anillo rojo alrededor del volcán Pele

Pele es un volcán activo en la superficie de la luna Ío de Júpiter, que se encuentra en su hemisferio posterior. Varias naves espaciales han observado en Pele una gran columna volcánica de 300 km de altura, comenzando con la Voyager 1 en 1979, aunque esta no ha sido persistente. El descubrimiento de la pluma de Pele el 8 de marzo de 1979 confirmó la existencia de vulcanismo activo en Ío. El penacho está asociado con un lago de lava en el extremo norte de la montaña Danube Planum. Pele también se destaca por un gran anillo rojo persistente que rodea el volcán como resultado de la lluvia sulfurosa de la columna volcánica.

## Observaciones

### Voyager

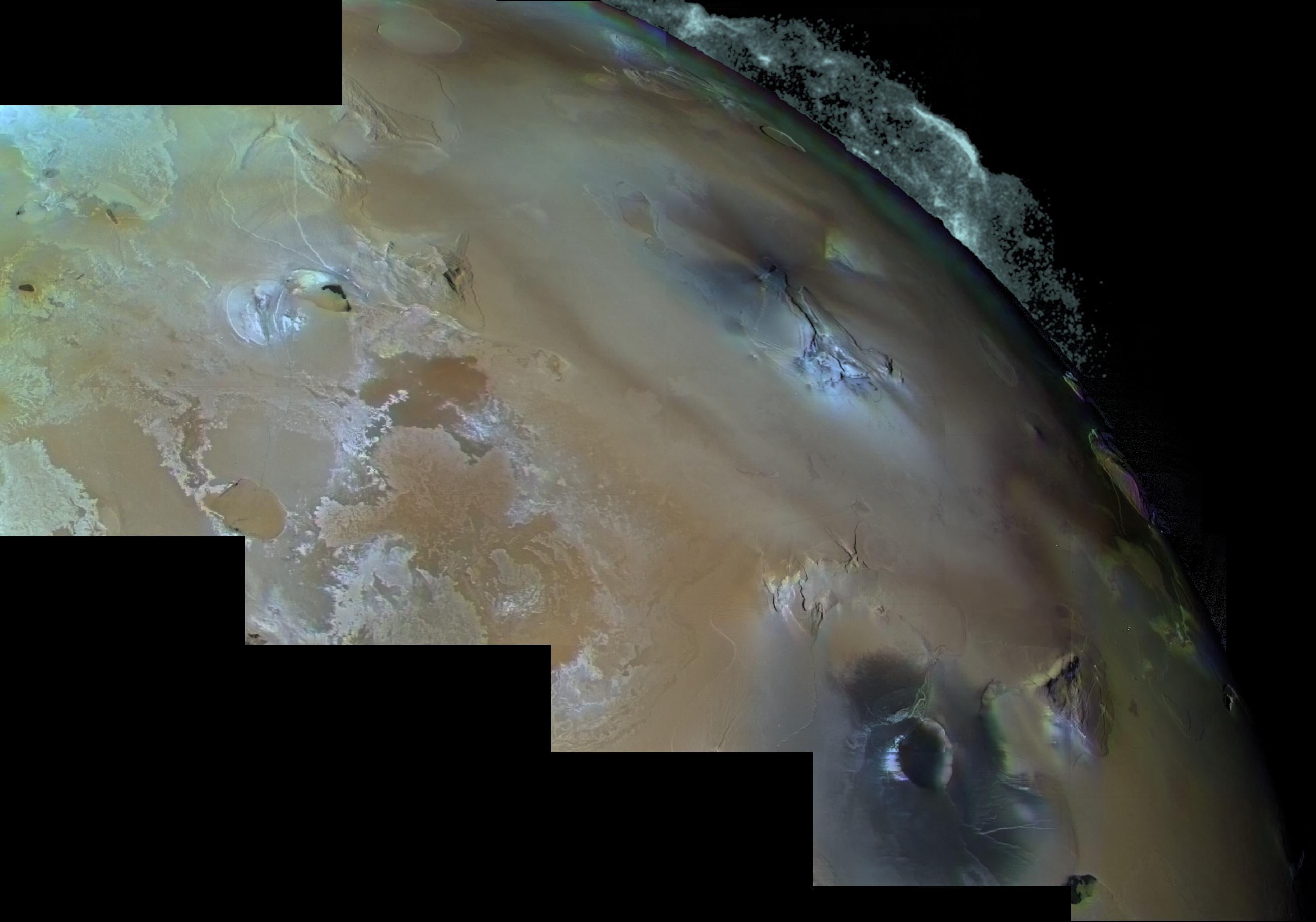
Mosaico de imágenes tomadas por la Voyager 1 de Pele (arriba a la derecha del centro) y su penacho volcánico filamentoso

Cuando la Voyager 1 se acercó al sistema de Júpiter en marzo de 1979, adquirió numerosas imágenes del planeta y sus cuatro satélites más grandes, incluyendo Ío. Una de las características más distintivas de estas imágenes distantes de Ío fue un gran anillo elíptico en forma de huella en el hemisferio posterior del satélite (el lado que mira en dirección opuesta a la dirección del movimiento en un satélite que gira sincrónicamente como Ío). Durante el encuentro en sí el 5 de marzo de 1979, la Voyager 1 adquirió imágenes de alta resolución de la región en forma de huella. En el centro de la región oscura en forma de corbata de lazo en el medio del anillo había una depresión parcialmente llena de material oscuro, de 30 kilómetros (18,6 mi) por 20 kilómetros (12,4 mi) de tamaño. Esta depresión, que luego se descubrió que era la fuente del volcán Pele, se encuentra en la base norte de una montaña estriada que más tarde se denominó Danube Planum. Con la otra evidencia dramática de la actividad volcánica en la superficie de Ío de este encuentro, los investigadores plantearon la hipótesis de que Pele era probablemente una caldera.
El 8 de marzo de 1979, tres días después de pasar por Júpiter, la Voyager 1 tomó imágenes de las lunas de Júpiter para ayudar a los controladores de la misión a determinar la ubicación exacta de la nave espacial, un proceso llamado navegación óptica. Mientras procesaba imágenes de Ío para mejorar la visibilidad de las estrellas de fondo, la ingeniera de navegación Linda Morabito encontró una nube de 300 kilómetros (186,4 mi) de altura a lo largo de la extremidad de la luna. Al principio, sospechó que la nube era una luna detrás de Ío, pero ningún cuerpo del tamaño adecuado habría estado en ese lugar. Se determinó que la característica era una columna volcánica de 300 kilómetros (186,4 mi) de altura y 1200 kilómetros (745,6 mi) de ancho, generado por vulcanismo activo en Pele. Con base en el tamaño de la columna observada en Pele, se determinó que el anillo de material rojizo (u oscuro como parecía a las cámaras de la Voyager, que eran insensibles a las longitudes de onda rojas) era un depósito de material de la columna. Tras este descubrimiento, se localizaron otras siete columnas en imágenes anteriores de Ío de la Voyager . La emisión térmica de Pele detectada por el espectrómetro de interferómetro infrarrojo Voyager 1 (IRIS) detectó un punto caliente térmico en Pele, indicativo de enfriamiento de lava, lo que indica además que la actividad volcánica en la superficie estaba relacionada con las columnas observadas por la Voyager 1.
Cuando la Voyager 2 voló a través del sistema de Júpiter en julio de 1979, su campaña de imágenes se modificó para observar las plumas de Ío en acción y buscar cambios en la superficie. La pluma de Pele, denominada Pluma 1 en ese momento, ya que fue la primera de las columnas volcánicas de Ío en ser descubierta, no fue vista por la Voyager 2 cuatro meses después. Las observaciones de monitoreo de superficie revelaron cambios con el anillo rojo que rodea a Pele. Si bien tenía forma de corazón o de pezuña durante el encuentro de la Voyager 1, ahora era más elíptica con la muesca en la parte sur del depósito de la pluma ahora llena, posiblemente debido a cambios en la distribución de las fuentes de la pluma dentro de la patera de Pele.
Después de los encuentros de la Voyager, la Unión Astronómica Internacional nombró oficialmente al volcán en honor a la diosa hawaiana de los volcanes, Pele, en 1979.

### Galileoy posteriores

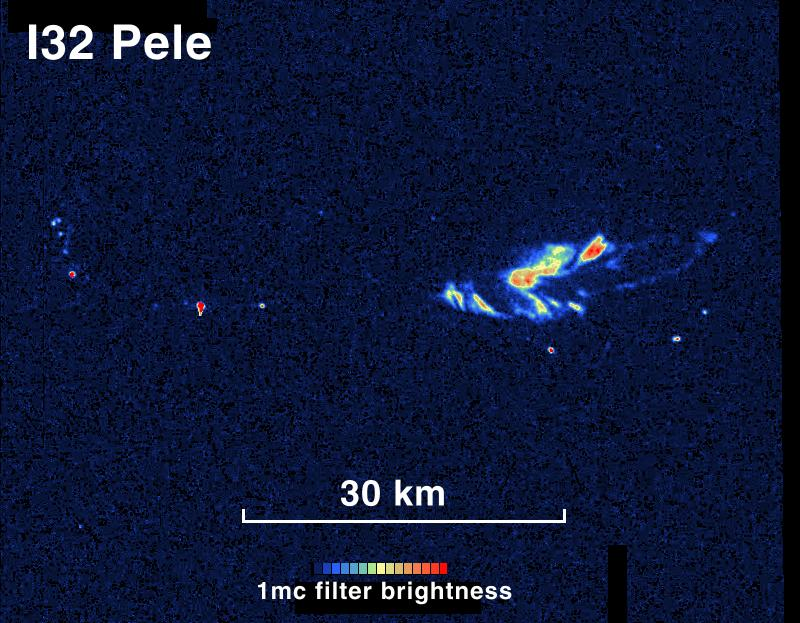
Imagen infrarroja que muestra la emisión térmica nocturna del lago de lava de Pele

Galileo arribó al sistema joviano en 1995 y, de 1996 a 2001, monitoreó regularmente la actividad volcánica en Ío a través de observaciones de la emisión térmica de Ío en longitudes de onda del infrarrojo cercano, obteniendo imágenes de Ío mientras estaba en la sombra de Júpiter para buscar puntos calientes térmicos en longitudes de onda visibles e infrarrojas cercanas, e imágenes de Ío durante la mayor parte de la órbita para detectar cambios en la apariencia de material difuso y flujos de lava en la superficie. La emisión térmica de Pele se detectó en casi todas las ocasiones en que se obtuvieron imágenes del hemisferio posterior de Ío mientras la luna estaba a la sombra de Júpiter. Se encontró que la pluma volcánica en Pele era intermitente o estaba compuesta principalmente de gas con explosiones ocasionales de mayor contenido de polvo. Galileo sólo lo detectó dos veces en diciembre de 1996 y diciembre de 2000. En estas dos detecciones, la altura de la pluma varió de 300 kilómetros (186,4 mi) hasta 426 kilómetros (264,7 mi). El penacho también fue detectado por el telescopio espacial Hubble en octubre de 1999 mientras Galileo estaba realizando un sobrevuelo de la luna. Las observaciones del Hubble permitieron la detección de azufre diatómico (S2) por primera vez en Ío en la columna de Pele. En las imágenes diurnas del volcán se observaron cambios sutiles en la forma e intensidad del gran depósito de pluma de anillo rojo que rodea a Pele, y el cambio más notable se observó en septiembre de 1997 cuando el material piroclástico oscuro de una erupción de Pillan Patera cubrió una porción de depósito de plumas de Pele.
Durante los encuentros de Galileo con Ío entre octubre de 1999 y octubre de 2001, la nave espacial observó a Pele en tres ocasiones utilizando su cámara y espectrómetros infrarrojos mientras el volcán estaba en el lado nocturno de Ío. Las cámaras revelaron una línea curva de puntos brillantes a lo largo del margen de la patera (un término utilizado para las depresiones volcánicas en Ío, similar a las calderas). Dentro de la banda oscura este-oeste a lo largo de la parte sureste de la patera, se observó una gran cantidad de emisión térmica, con temperaturas y distribución consistentes con un gran lago de lava basáltica.
La emisión térmica en Pele también fue vista en diciembre de 2000 por la nave espacial Cassini-Huygens, en diciembre de 2001 desde el telescopio Keck en Hawái y por la nave espacial New Horizons en febrero de 2007.

## Características físicas

### Lago de lava

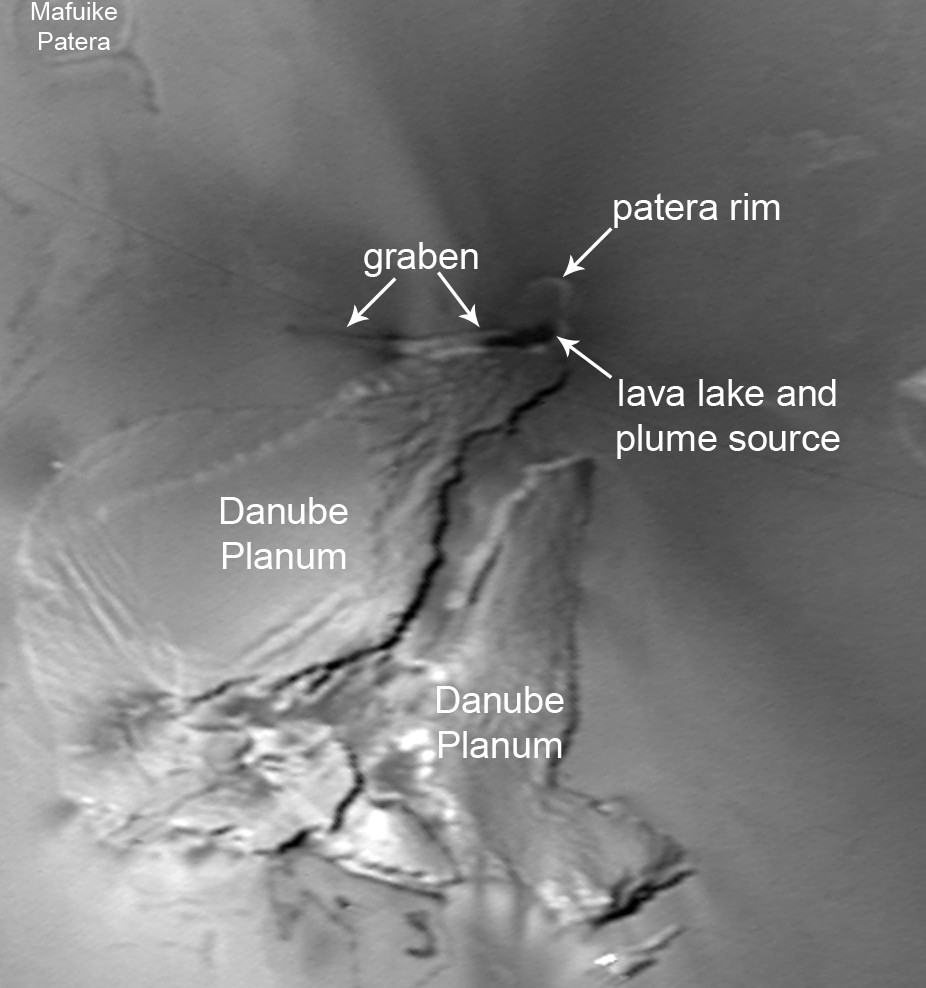
Imagen de mayor resolución de Pele tomada por la Voyager 1 en marzo de 1979

Pele tiene un cráter volcánico, también conocido como patera, de 30 kilómetros (18,6 mi) por 20 kilómetros (12,4 mi) de tamaño, que se encuentra en la base del extremo norte de la montaña Danube Planum. La patera tiene varios niveles de piso, con una sección noreste más alta y una sección más baja que consiste en un graben de tendencia este-oeste. La actividad volcánica en Pele, como se ve en las imágenes tomadas por Galileo en octubre de 2001 mientras Pele estaba en el lado nocturno de Ío, parece estar limitada a pequeños "puntos calientes" térmicos a lo largo de los márgenes de la patera y una fuente de emisión térmica más intensa dentro de un área oscura en la porción sureste del piso de patera. Esta distribución de actividad, combinada con la estabilidad de Pele como punto de acceso en términos de temperatura y potencia emitida, sugiere que Pele es un lago de lava grande y activo, una combinación de estilo de erupción e intensidad de actividad que no se ve en ninguna otra parte de Ío. Los pequeños puntos calientes que se ven en los datos de Galileo representan áreas donde la corteza del lago de lava se rompe a lo largo de los márgenes de la patera, lo que permite que la lava fresca quede expuesta en la superficie. La parte sureste de la patera, un área de terreno oscuro en las imágenes de la Voyager 1, es la región más activa del volcán Pele, con la región más extensa de lava caliente en Pele. Se cree que esta área es un lago de lava que se vuelca vigorosamente, lo que sugiere una combinación de un gran flujo masivo de lava al lago desde un depósito de magma debajo de la superficie y una gran fracción de masa de volátiles disueltos como dióxido de azufre y azufre diatómico. Dado el brillo de Pele en las longitudes de onda del infrarrojo cercano, la actividad en esta parte del lago de lava también puede provocar que la lava brote.
Las temperaturas de lava medidas utilizando el espectro de emisión del infrarrojo cercano de los puntos calientes térmicos observados en Pele son consistentes con la lava basáltica de silicato en erupción en el lago de lava. Las mediciones de las imágenes de Pele de Galileo y Cassini sugieren temperaturas máximas de al menos 1250-1350 °C, mientras que el espectrómetro de infrarrojo cercano de Galileo encontró temperaturas máximas de 1250-1280 °C. Si bien la producción de energía y la temperatura de Pele se mantuvieron constantes en una escala de tiempo de meses a años durante gran parte de las misiones de Galileo, las mediciones del brillo de Pele utilizando datos de Cassini tomadas durante un eclipse de Ío por Júpiter encontraron variaciones considerables en la escala de tiempo de minutos. Esto es consistente con las variaciones en la distribución y el tamaño de las fuentes de lava en Pele durante ese período de tiempo.

### Pluma
La pluma de Pele es la pluma arquetípica de tipo Pele: 300 kilómetros (186,4 mi) de altura, produciendo un gran depósito rojizo que es concéntrico alrededor del respiradero de la fuente. La pluma se crea a partir de la desgasificación de azufre (S2) y dióxido de azufre (SO2) de la lava en erupción en el lago de lava de Pele. La persistencia de compuestos sulfurosos desgasificados en la pluma de Pele probablemente se deba a un suministro de magma estable y constante a su lago de lava, que podría ser la cámara magmática más grande de los volcanes de Ío. Las imágenes de la columna tomadas por la Voyager 1 revelaron una gran estructura sin una columna central como las columnas más pequeñas, tipo Prometeo, pero que en cambio tienen una estructura filamentosa. Esta morfología es consistente con una columna formada por gases sulfurosos que brotaron hacia el cielo desde el lago de lava de Pele, que luego se condensan en sólidos S2 y SO2 cuando alcanzan el dosel de choque a lo largo del borde exterior de la columna en forma de paraguas. Estos materiales condensados luego se depositan en la superficie, formando un gran anillo rojo de forma ovalada alrededor del volcán de Pele. La forma ovalada de los depósitos, alargada aproximadamente en la dirección norte-sur, puede ser el resultado de una región de origen lineal este-oeste, consistente con la forma y orientación del graben que forma la parte sur y más activa de la patera de Pele. La actividad variable en diferentes partes del lago de lava de Pele también puede resultar en los cambios en el brillo y la forma del depósito de la pluma a lo largo del tiempo observados por varias naves espaciales.